# 왕세녀 (드라마)
《왕세녀》(태국어: ลิขิตรัก; 영어: The Crown Princess)는 2018년 채널 3에서 방영된 태국의 드라마이다.

## 등장 인물
- 우랏야 세뽀반
- 나뎃 쿠기미야